# カレブ・トルアックス
カレブ・トルアックス（Caleb Truax、1983年9月14日 - ）は、アメリカ合衆国のプロボクサー。ミネソタ州オッセオ出身。元IBF世界スーパーミドル級王者。

## 来歴

### アマチュア時代
2006年にUSAボクシングの州チャンピオン、リージョン1チャンピオン、アッパーミッドウェスト・ゴールデングローブチャンピオンに輝き、21勝8敗と言う戦績を残した。

### プロ時代
2015年4月24日、シカゴのクレジット・ユニオン・1・アリーナでWBA世界ミドル級王者ダニエル・ジェイコブスと対戦し、12回2分12秒TKO負けを喫し王座を獲得出来なかった。
2016年4月29日、ニュージャージー州アトランティックシティのエテズス・アリーナで元WBC世界スーパーミドル級王者アンソニー・ディレルと対戦し、初回1分49秒TKO負けを喫した。
2017年12月9日、ロンドンのカッパー・ボックスでIBF世界スーパーミドル級王者ジェームス・デゲールと対戦し、12回2-0（115-112、116-112、114-114）の判定勝ちを収め王座を獲得した。
2018年4月7日、ザ・ジョイントでIBF世界スーパーミドル級8位で前王者のジェームス・デゲールとダイレクトリマッチを行い、12回0-3（2者が113-114、110-117）の判定負けを喫し初防衛に失敗、王座から陥落した。
2019年4月13日、ミネアポリスのミネアポリス・アーモリーでIBF世界スーパーミドル級4位で元WBO世界ミドル級王者のピーター・クイリンとIBF世界スーパーミドル級挑戦者決定戦を行い、2回終了無効試合に終わりカレブ・プラントへの挑戦権獲得に失敗した。
2021年1月30日、ロサンゼルスのシュライン・エクスポジション・センターでIBF世界スーパーミドル級王者カレブ・プラントと対戦し、12回0-3（3者共108-120）の判定負けを喫し2年10ヶ月振りの王座返り咲きに失敗した。この試合はプラントは75万ドル（約7840万円）、トルアックスは15万ドル（約1560万円）のファイトマネーを稼いだ。

## 獲得タイトル
- WBFインターナショナルスーパーミドル級王座
- ミネソタ州スーパーミドル級王座
- ミネソタ州ミドル級王座
- USBA全米ミドル級王座
- IBF世界スーパーミドル級王座（防衛0）